# Asín
Asín es un municipio y población de España, de la Comarca de las Cinco Villas, perteneciente al partido judicial de Ejea de los Caballeros al noroeste de la provincia de Zaragoza, comunidad autónoma de Aragón, a 95 km de Zaragoza. Tiene un área de 18,4 km² con una población de 106 habitantes (INE 2008) y una densidad de 5,82 hab/km². El código postal es 50619.

## Geografía
El término municipal de Asín linda al norte con Luesia, al este con Orés, al sur con Farasdués, y al oeste con Malpica de Arba. Las localidades más grandes y cercanas a Asín son Ejea de los Caballeros, 22.2 km al sur y Uncastillo, 24.4 km en dirección norte.
Su término se encuentra atravesado de norte a sur por el río Farasdués, que desagua en el río Arba de Luesia entre Farasdués y Rivas, en término de Ejea.

## Historia
El año 1132 Asín obtuvo su primer fuero de manos de Alfonso I El Batallador , siendo confirmado en 1320 por Jaime I de Aragón. El 24 de diciembre de 1425, una Sentencia Arbitral de Alfonso V de Aragón, obligó a Juan Fernández de Heredia y Antonio de Urrea a vender Asín al arzobispado de Zaragoza por 22.500 sueldos.

## Demografía
Asín cuenta con una población de 89 habitantes (INE 2024).
| Gráfica de evolución demográfica de Asín entre 1842 y 2021                                                          |
| |
| Población de derecho según los censos de población del INE Población de hecho según los censos de población del INE |

## Administración y política
| Período   | Alcalde                 | Partido |  |
| --------- | ----------------------- | ------- |  |
| 1979-1983 | Moisés Arbués Iriarte   | UCD     |  |
| 1983-1987 |                         |         |  |
| 1987-1991 |                         |         |  |
| 1991-1995 |                         |         |  |
| 1995-1999 |                         |         |  |
| 1999-2003 |                         |         |  |
| 2003-2007 |                         |         |  |
| 2007-2011 | Rogelio Garcés Burguete | PSOE    |  |
| 2011-2015 | Rogelio Garcés Burguete | PSOE    |  |
| 2015-2019 | Rogelio Garcés Burguete | PSOE    |  |

| Partido político    | Partido político                                   | 2003   | 2007   | 2011   | 2015   |
| Partido político    | Partido político                                   | Ediles | Ediles | Ediles | Ediles |
|                     | Partido de los Socialistas de Aragón (PSOE-Aragón) | 4      | 4      | 4      | 4      |
|                     | Partido Aragonés (PAR)                             | 1      | 1      | 1      | 1      |
|                     | Partido Popular de Aragón (PP)                     | —      | —      | —      | —      |
|                     | Izquierda Unida (IU)                               | —      | —      | —      | —      |
|                     | Chunta Aragonesista (CHA)                          | —      | —      | —      | —      |
| Total de concejales | Total de concejales                                | 5      | 5      | 5      | 5      |

## Monumentos y lugares de interés
- Iglesia de Santa María del Rosario, de estilo románico.

## Fiestas patronales
- San Gregorio, 9 de mayo.
- Mayores, del 15 al 18 de agosto.
- San Román, 18 de noviembre,
- Romería Virgen del Campo, día de Pentecostés.